# Pedro Etchegoyen
Pedro Domingo Etchegoyen Arambura (* 21. Mai 1894 in Montevideo; † 20. Jahrhundert) war ein uruguayischer Fußballspieler.

## Verein
Etchegoyen gehörte mindestens 1923 dem Kader des seinerzeit in der Primera División spielenden Vereins Liverpool Montevideo an. Sein Verein erreichte in der Spielzeit jenes Jahres mit dem siebten Platz einen Rang im Tabellenmittelfeld.

## Nationalmannschaft
Etchegoyen gehörte der uruguayischen A-Nationalmannschaft an. Er feierte mit dem Kader der Celeste bei den Olympischen Sommerspielen 1924 seinen größten Karriereerfolg. Man wurde Olympiasieger. Auch nahm er mit der Nationalelf an der Südamerikameisterschaft 1923 teil, bei der sein Heimatland ebenfalls den Titel gewann. In beiden Turnieren wurde er allerdings nicht eingesetzt.

## Erfolge
- Olympiasieger 1924
- Südamerikameister 1923